# Birdstone
Birdstone, född 16 maj 2001, är ett amerikanskfött engelskt fullblod, mest känd för att ha segrat i 2004 års upplaga av Belmont Stakes. Han har efter tävlingskarriären varit framgångsrik som avelshingst.

## Bakgrund
Birdstone är en brun hingst efter Grindstone och under Dear Birdie (efter Storm Bird). Han föddes upp och ägdes av Marylou Whitney Stables, och tränades under tävlingskarriären av Nicholas Zito, som även tränade 1991 års Kentucky Derby-vinnare Strike the Gold.

## Karriär
Birdstone tävlade mellan 2003 och 2004, och sprang in totalt in 1 575 600 dollar på 9 starter, varav 5 segrar. Han tog karriärens största seger i Preakness Stakes (1994). Bland andra stora meriter kan segrarna i Champagne Stakes (2003) och Travers Stakes (2004) nämnas.

### Som avelshingst
Birdstone fick avsluta sin tävlingskarriär efter att ha drabbats av en benflisa under Breeders' Cup den 4 november 2004. Han började sin karriär som avelshingst på Gainesway Farm i Lexington, Kentucky.
Hans första avkomma som startade var hingsten Shoe Strap (Birdstone - Boot Strap e. Storm Boot), som startade den 21 maj 2008 på Churchill Downs och tränades av D. Wayne Lukas. Från sin första kull blev Birdstone även far till Mine That Bird, som hade flera framgångar som tvååring innan han segrade i 2009 års Kentucky Derby som treåring. En annan av Birdstones bästa avkommor var Summer Bird, som segrade i 2009 års Belmont Stakes (och senare även Jockey Club Gold Cup). Hans första kull inkluderade också Birdrun, som satte nytt banrekord på Belmont Park över 1 1/16 mile.